# Seuthesplus nigeriensis
Seuthesplus nigeriensis is een hooiwagen uit de familie Assamiidae.